# زوس و زو
زوس و زو (انگلیسی: Zus & Zo) فیلمی با نقش آفرینی مونیک هاندریکس و کارگردانی پائولا ون در اوست است که در سال 2002 نامزد دریافت جایزه اسکار بهترین فیلم غیرانگلیسی زبان شد.